# Setti Fatma
Setti Fatma (a veces llamada  Sti Fadma ; en Tamazight del Atlas Central ⵙⵜⵉ ⴼⴰⴹⵎⴰ, en árabe marroquí:ستي فاطمة
) es un pueblo de montaña con unos 1.500 habitantes y la ciudad principal de un municipio  que consta de varios pueblos de montaña todavía bastante originales con unos 24.000 habitantes en la provincia de Al Haouz en la región de Marrakech-Safí en el Alto Atlas en Marruecos.

## Ubicación
Setti Fatma se encuentra al lado del  Uadi Ourika en la zona superior del valle de Ourika a una altitud de aproximadamente 1450 m . La ciudad de Marrakech se encuentra a unos 65 km (distancia en automóvil) al noroeste.

## Población
Los habitantes del lugar son casi exclusivamente de ascendencia bereber ; Se habla el dialecto regional del Tamazight del Atlas Central, pero también el árabe marroquí .

## Economía
Hasta las décadas de 1960 y 1970, los residentes de Setti Fatma vivían  de una manera  autosuficiente de sus pequeños campos, en su mayoría en terrazas, y de la cría de ganado (cabras, ovejas, pollos). Algunos buscaron trabajo en Marrakech o en las ciudades del norte. Solo con el aumento del turismo de senderismo se abrieron nuevas fuentes de ingresos.

## Historia
En ausencia de registros escritos, como es común en las regiones bereberes del Magreb, no se sabe nada sobre la historia anterior del lugar. Sin embargo, se puede suponer que el área originalmente utilizada por cazadores y ganaderos nómadas ha estado habitada durante varios siglos. En 1995, una inundación destruyó varias casas cerca del río.

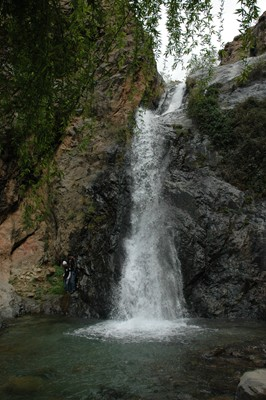
Cascada en Setti Fatma

## Atracciones
- Las casas de barro originales de una sola planta del lugar fueron sustituidas en las últimas décadas del siglo XX.  por casas de dos o incluso tres pisos de bloques huecos con escaleras y losas de hormigón .
- El uadi Ourika, que corre suavemente en verano y principios de otoño, ofrece un espectáculo impresionante después de las lluvias de invierno hasta principios de primavera.
- Aproximadamente a 2 km al sureste del pueblo hay varias pequeñas cascadas  que son particularmente impresionantes después de las lluvias en invierno y principios de primavera.
- A partir de Setti Fatma (o Imlil ), se pueden realizar recorridos de senderismo  de uno o más días en las regiones montañosas del Alto Atlas (incluido Oukaïmeden ). También es posible subir el Jbel Toubkal de 4.167 m de altura, en cuyo flanco noreste nace el uadi Ourika.